# سام كوان
سام كوان (بالإنجليزية: Sam Cowan)‏ (10 مايو 1901 في المملكة المتحدة - 4 أكتوبر 1964 في المملكة المتحدة) هو مدرب كرة قدم ولاعب كرة قدم بريطاني (وحمل سابقاً جنسية المملكة المتحدة لبريطانيا العظمى وأيرلندا) في مركز الدفاع. شارك مع منتخب إنجلترا لكرة القدم. أما مع النوادي، فقد لعب مع برادفورد سيتي ومانشستر سيتي ونادي دونكاستر روفرز وMossley A.F.C. ‏ ودنابي يونايتد.

## وصلات خارجية
- سام كوان على موقع قاعدة بيانات كرة القدم.إي يو (الإنجليزية)
- سام كوان على موقع ناشيونال فوتبول تيمز (الإنجليزية)